# 密西西比河上的玛德
《泥土》是一部2012年由杰夫·尼科尔斯编剧并执导的美国剧情片。主演是馬修·麥康納希、泰·謝里丹、雅各布·洛夫蘭、山姆·夏普德和麗絲·韋花絲潘。入围第65届戛纳电影节主竞赛单元，并于2013年1月在圣丹斯电影节上亮相，同年4月26日在美国有限上映。

## 剧情
一个别名叫玛德（Mud）的男子躲避在一座密西西比河的小岛上，14岁少年Ellis与伙伴Neckbone发现了他，一开始玛德让两名小伙伴为他带吃的东西来，条件是他们可以得到修理好的一条船，后来Ellis知道玛德是个被通缉的逃犯，原因是玛德杀了伤害他女友Juniper的一名男人；与此同时，玛德的女友Juniper也住在附近小镇的旅馆里，而被害人的哥哥和凶恶的父亲正在雇佣杀手来追杀玛德。Ellis对玛德的遭遇以及对爱情的付出表示同情和感动，决定协助玛德建造好那只船并带信给Juniper以让玛德和Juniper一起逃走躲避警察和追杀者。

## 角色
- 馬修·麥康納希 飾演 Mud
- 麗絲·韋花絲潘 飾演 Juniper
- 泰·謝里丹 飾演 Ellis
- 雅各布·洛夫蘭 飾演 Neckbone
- 山姆·夏普德 飾演 Tom Blankenship
- 雷·麥克農（英语：Ray McKinnon (actor)） 飾演 Senior
- 莎拉·保羅森 飾演 Mary Lee
- 麥可·夏儂 飾演 Galen
- 喬·唐·貝克（英语：Joe Don Baker） 飾演 King
- 保羅·斯帕克斯 飾演 Carver
- 斯圖亞特·格里爾（英语：Stuart Greer） 飾演 Miller
- Michael Abbott, Jr. 飾演 James

## 制作
导演尼科尔斯还是学生时就开始构思该故事，他从马克·吐温1876年的小说《汤姆索亚历险记》以及中学时期的个人经历中汲取了灵感。
2011年9月26日在导演家乡阿肯色州取景开拍，经过八周的拍摄后同年11月19日杀青。

## 评价
影片收获了广泛的赞誉，烂番茄新鲜度达98%，Metacritic上35家媒体综评76分。